# Pico Zapatero
El Pico Zapatero es el pico más alto de la Sierra de la Paramera (Provincia de Ávila, España). Visto desde su vertiente norte, desde la fosa del valle de Amblés, se observan claramente tres picos que destacan, que son el Zapatero (2.158 m), Cancha Morena (2.122 m) y el Risco del Sol (2.113 m), por ello llamados, en plural los Picos Zapateros.

## Medio físico
La topografía de la Sierra de la Paramera es fundamentalmente plana, de cumbres alomadas, menos en el sector culminante, donde varios picos superan los 2.000 m.

## Situación geográfica
Desde el pico Zapatero hay vistas panorámicas hacia las sierras de Guadarrama y Gredos, teniendo por tanto a la vista una gran parte del sistema Central. Debido a la existencia de sierras con mayor atractivo turístico como Gredos y Guadarrama, estos picos quedan relegados a un segundo plano, por ello se habla de ellos como las sierras olvidadas de Ávila. En su vertiente sur se encuentra el municipio de San Juan del Molinillo.